# 奧漢斯克區

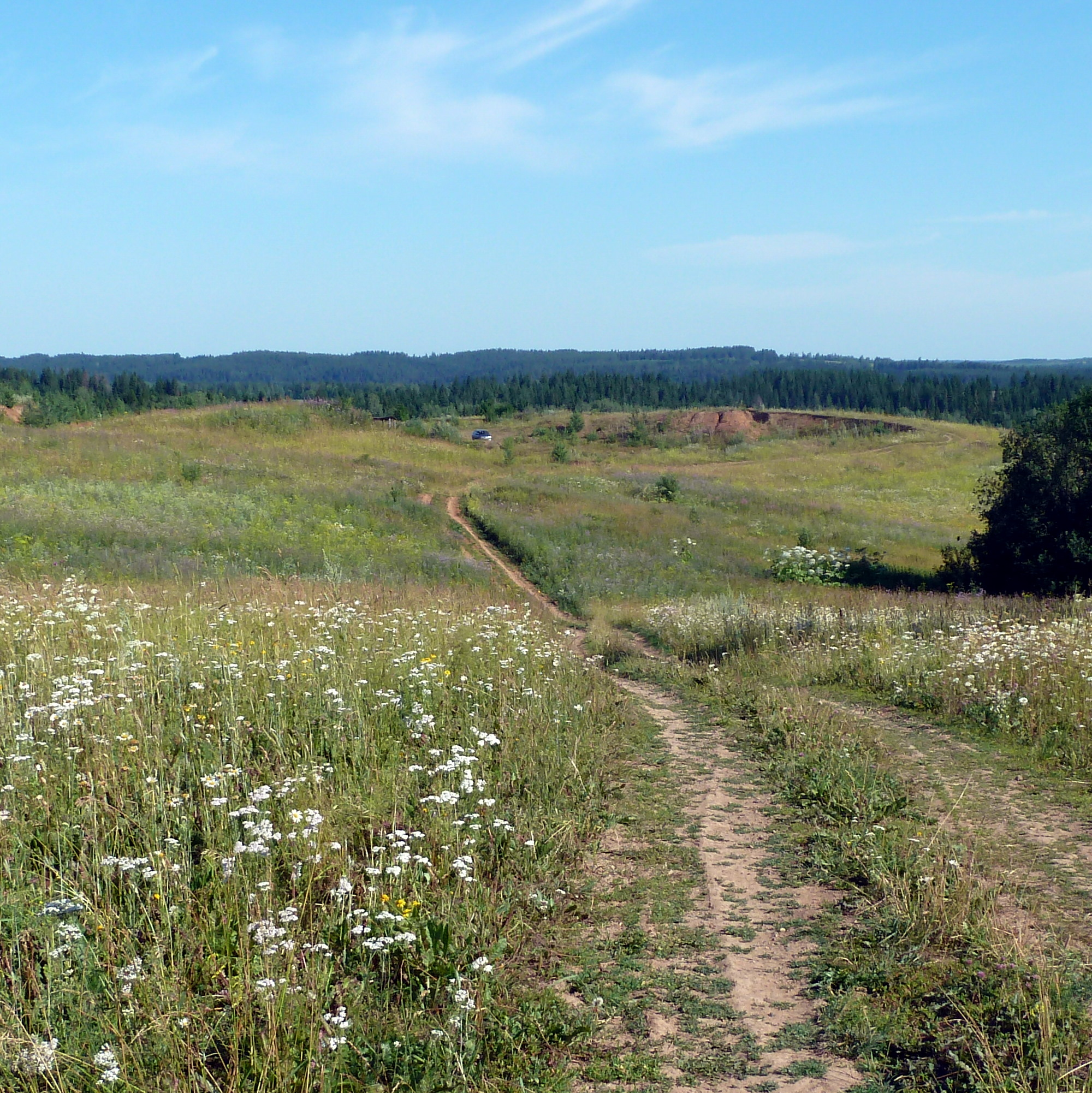

奧漢斯克區（俄语：Оханский район），是俄羅斯的一個區，位於該國中西部，由彼爾姆邊疆區負責管轄，始建於1923年12月，面積1,516平方公里，2010年人口16,272，人口密度每平方公里10.73人。